# Kaya (バンド)
Kaya（カーヤ）は、日本のバンドである。2002年に活動を休止。

## 概要
神戸市を中心に活動を行っていた。プロデューサーはLeafの下川直哉。編曲には松岡純也や豆田将も参加した。

### メンバー
- 小山 裕（ボーカル担当）
- 田村 太一（ギター担当）
- 柳田 頼人（ベース担当）

## 経歴
2000年5月24日に、シングル「夢の花」でデビュー。10月25日には2ndシングル「あの頃のように」をリリースする。
2001年2月9日、「旅人」と「心 (SORA)」がPCゲームソフト『誰彼』となる。これは、Leaf・AQUAPLUS作品では初となる男性ボーカルによる主題歌である。しかし、同年Bassの柳田が脱退し、4月29日発売の3rdシングル「形のない街を目指して」は、柳田脱退後最初のリリースとなった。「形のない街を目指して」はTVアニメ『こみっくパーティー』のエンディングテーマとなり、Kaya初のオリコンチャートランクインとなった。さらに、8月1日には最初で最後となるアルバム『KAYA』をリリースした。
2002年1月26日、最後のシングルとなる「ハレルヤ」をリリース。同年に活動休止、解散した。

### 解散後
小山は2003年から飲食店業界に携わり、2009年には株式会社Kaya Groupを立ち上げ、その代表取締役に就任した。田村は解散後もギタリストとして神戸市を中心に活動している。柳田は脱退後、サポートやセッションワークを中心に活動していたが、2008年にはRaeZn（ライジン）名義でソロデビュー、アルバム『臨界』をリリースした。

## ディスコグラフィー

### シングル
1. 夢の花 （2000年5月24日 KICS-5002）
  1. 夢の花 [6:38] （作詞・作曲：小山裕／編曲：松岡純也）
  2. 陽のあたる場所へ [4:14] （作詞・作曲：小山裕／編曲：松岡純也）
  3. 旅路の果てに [4:31] （作詞・作曲：小山裕／編曲：松岡純也）
  4. 心 (SORA) [6:19] （作詞・作曲：小山裕／編曲：松岡純也）
    - PCゲームソフト『誰彼』エンディングテーマ
2. あの頃のように （2000年10月25日 KICM-4001）
  1. あの頃のように [4:08] （作詞・作曲：小山裕／編曲：豆田将）
  2. 旅人 [4:13] （作詞・作曲：小山裕／編曲：KAYA・松岡純也）
    - PCゲームソフト『誰彼』オープニングテーマ

  3. China Town [5:54] （作詞・作曲：小山裕／編曲：KAYA・松岡純也）
3. 形のない街を目指して （2001年4月25日 KICM-4003）オリコン74位
  1. 形のない街を目指して [4:24] （作詞・作曲：小山裕／編曲：豆田将）
    - テレビアニメ『こみっくパーティー』エンディングテーマ

  2. YES-MEN [3:54] （作詞・作曲：小山裕／編曲：豆田将）
  3. 形のない街を目指して -Instrumental- [4:24]
4. ハレルヤ（2002年1月26日 KICM-4007）
  1. ハレルヤ [4:05] （作詞・作曲：小山裕／編曲：豆田将）
  2. 逃げ出したい [4:21] （作詞・作曲：田村太一／編曲：豆田将）
  3. 形のない街を目指して -アコースティックバージョン- [4:12] （編曲：KAYA）
  4. ハレルヤ (Vocalless) [4:05]

### アルバム
1. KAYA （2001年8月1日 KICA-5058/F.I.X. RECORDS）
  1. 風にのって [4:27]
  2. Be I [4:51]
  3. 夢の花 [6:36]
  4. あの頃のように [4:07]
  5. Get Yourself [4:00]
  6. 旅人 [4:10]
  7. 形のない街を目指して [4:25]
  8. 弱きものの詞 [4:30]
  9. あれから僕は [4:06]
  10. Over There [4:45]
  11. すずらん [2:41]

### 参加作品
1. 誰彼 オリジナル・サウンドトラック （2001年5月2日）
  - 「旅人」（Game Size Ver.）と「心 (SORA)」を収録
2. こみっくパーティー アニメーション・サウンドトラック （2001年7月4日）
  - 「形のない街を目指して (TV Size)」を収録
3. LEAF VOCAL COLLECTION VOL.2 （2003年9月26日）
  - 「旅人」「心 (SORA)」「形のない街を目指して」を収録